# معتمدية الحرايرية
معتمدية الحرايرية إحدى معتمديات الجمهورية التونسية، تابعة لولاية تونس. مساحتها 24.01 كلم² أي مايمثل 8.33 % من مساحة الولاية و المقدرة بــ 288 كلــم ²

## عدد السكان
ان المعتمدية من أكبر المناطق الشعبية حركتها متواصلة فان سكانها ما يفوق 220000 ساكن سنة 2013 مقابـل 80243 سنة 1994 فان معدل النمو الديمغرافي 1.83 % اما بنسبة 96245 النسبة 100 % . ان سكان معتمدية الحرايرية يمثلون 9.78 % من سكان الولاية

### مواضيع ذات علاقة
- ولاية تونس.

0000